# Abhor
Abhor è un gruppo musicale italiano di genere black metal, in attività dal 1993.

## Storia del gruppo
La band prende forma nel 1993 in Veneto e più precisamente nella provincia di Padova. Fondatori del gruppo musicale sono Saevum e Sorath.
Nel corso degli anni la line up ha subito molte variazioni e si sono alternati diversi musicisti della scena metal veneta, tra cui vari membri degli Evol e di altre band meno note. Ad oggi gli unici componenti della formazione originale sono Saevum (chitarra e basso) e Ulfhedhnir (voce): con Kvasir (chitarra e basso) risultano essere i principali compositori di musiche e testi. Alla batteria è entrato in pianta stabile Emanuele Collato, musicista professionista in forze a gruppi musicali ben noti come Bulldozer, Distruzione e Death Mechanism.
Dagli anni 1998 al 2008 circa gli Abhor sono protagonisti di una intensa attività live che li porterà a suonare in tutta italia, sia da headliner, sia da apripista per band influenti del panorama black metal internazionale. Dopo il 2008 viene deciso di comune accordo di concentrare l’attività del gruppo in studio, riducendo le esibizioni dal vivo a pochi e selezionati concerti.
Attualmente gli Abhor continuano la loro attività supportati dall'etichetta tedesca Iron Bonehead di Patrick Kremer e possono essere considerati come una delle realtà più longeve e rappresentative del panorama black metal italiano.

## Stile
La loro musica può essere comunemente classificata come black metal, anche se nel corso degli anni la band ha saputo personalizzare il proprio stile unendo il classico black metal di stampo nordico al tipico dark sound italiano degli anni ’70, creando così uno stile personale e ricercato. In molti tendono ad inserire gli Abhor in sotto categorie come l’Horror metal o l’Occult metal.
I testi, come i titoli degli album, contengono parti in lingua latina e trattano temi riguardanti la magia, l’esoterismo, l’alchimia e il mistero in generale. Dal punto di vista estetico e scenografico la band ha sempre mantenuto un’immagine estrema ma raffinata: tutti i componenti si presentano nelle foto e nelle esibizioni dal vivo vestiti con mantelli e cappucci che ricordano vestizioni clericali, nonché il tipico face-painting black metal che consiste nel truccare i volti per assumere sembianze demoniache ed inquietanti.

## Formazione

### Formazione attuale
- Saevum: chitarra, basso
- Kvasir: chitarra, basso
- Ulfhedhnir: voce
- Stormanu: batteria
- Leonardo Lonnerbach: tastiere

### Ex componenti
- Rex Tenebrae: basso
- Samael Von Martin: batteria
- Lord Winter: batteria
- Demian De Saba: batteria
- Black: tastiere
- Sorath: tastiere
- Errans Infernorum: tastiere
- Ahrin: batteria

## Discografia

### Album
- 2001 - I.gne N.atura R.enovatur Integra
- 2004 - Vocat Spiritum Morti
- 2005 - Vehementia
- 2007 - In Nostrum Maleficium
- 2011 - Ab Luna Lucenti, ab Noctua Protecti
- 2015 - Ritualia Stramonium
- 2018 - Occulta religiO

### Demo
- 1996 - Reharsal tape 1996
- 1997 - Reharsal tape 1997
- 1998 - In tuo Honori Preparatum
- 1999 - Nox Isecuta Est
- 2002 - Promo 2002

### Raccolte
- 2000 - Nequaquam Vacuum: Beginning of the Great Opera

### Split
- 2017 - Gloomy Fog Evocations (con i Wyrd)
- 2019 - Legione Occulta / Ministerium Diaboli (con gli Abysmal Grief)

### Video
- 2004 - Performing Live in Italy 1/04/03 & 05/17/03